# サトレジ川

インダス川の流域図

サトレジ川（サトレジがわ、ウルドゥー語: درياۓ ستلُج, パンジャーブ語: ਸਤਲੁਜ, ヒンディー語: सतलज, 英語: Sutlej River）は、インダス川の主要支流である。中華人民共和国チベット自治区のカイラス山付近（マーナサローワル湖とラークシャスタール湖）に源を発して、インドのヒマーチャル・プラデーシュ州を通過し、インドとパキスタンの国境も流れてからパキスタンに入り、シェナブ川と合流後、ハーンプル 近くでインダス川に合流する。1880年代より灌漑が行われている。
上流部のローパル湖一帯はビロードカワウソ、ホッグジカ、サンバー、インドセンザンコウおよび数種類の爬虫類、魚類、渡り鳥の生息地であり、2002年にラムサール条約登録地となった。
1840年代のシク戦争まではイギリス東インド会社とシク教徒の支配地域の境界線ともなった。